# 信阳银行
信阳银行是信阳市的一家地方股份制商业银行。

## 简介
2008年信用社改制为信阳市商业银行。2010年10月20日，经批准更名为信阳银行。
下辖27家支行，其中市区20家。2011年银行资产总额81.2亿元。
2014年12月26日开封、安阳、鹤壁、新乡、濮阳、许昌、漯河、三门峡、南阳、商丘、信阳、周口、驻马店等13家河南省市立商业银行以新设合并方式成立中原银行，原各地商业银行更名为中原银行。